# Alchemilla dombaica
Alchemilla dombaica är en rosväxtart som beskrevs av Sergei Vasilievich Juzepczuk. Alchemilla dombaica ingår i släktet daggkåpor, och familjen rosväxter. Inga underarter finns listade i Catalogue of Life.